# Jerseys befrielsedag
Jerseys befrielsedag (jerseyska: Jour d'la Libéthâtion) firas den 9 maj varje år. Den är Jerseys nationaldag, och det är då man minns de tyska ockupationsstyrkornas kapitulation.

## Officiell status
Genom Public Holidays and Bank Holidays (Jersey) Act 1952 blev dagen allmän helgdag om den inträffade en vardag.  Genom Public Holidays and Bank Holidays (Jersey) Act 2010 fastslogs att dagen är allmän helgdag även om den infaller på en lördag. Den är inte allmän om den infaller och ingen annan ledig dag tillkommer, om dagen infaller en söndag.

### Fotnoter
1. ↑  ”Jersey 'lieu day' motion for Sunday Liberation Day”. BBC News. 24 februari 2010. http://news.bbc.co.uk/1/hi/world/europe/jersey/8533765.stm. Läst 3 oktober 2012.
2. ↑  ”Public Holidays and Bank Holidays (Jersey) Act 1952”. Arkiverad från originalet den 8 augusti 2014. https://web.archive.org/web/20140808043848/http://www.jerseylaw.je/Law/display.aspx?url=lawsinforce%2Fhtm%2FROFiles%2FR&O3000-3999%2FJersey_R_&_O_3038.htm. Läst 13 maj 2012.
3. ↑  ”Public Holidays and Bank Holidays (Jersey) Act 2010”. Arkiverad från originalet den 8 augusti 2014. https://web.archive.org/web/20140808043851/http://www.jerseylaw.je/Law/display.aspx?url=lawsinforce%2Fconsolidated%2F15%2F15.560.20_PublicHolidaysandBankHolidaysAct2010_RevisedEdition_1January2012.htm. Läst 13 maj 2012.
4. ↑  ”States of Jersey Official Report” ( PDF). http://www.statesassembly.gov.je/AssemblyHansard/2010/7315-39465.pdf. Läst 13 maj 2012.